# Pirunipygus paradoxus
Pirunipygus paradoxus is een hooiwagen uit de familie Gonyleptidae.